# Megachile japonica
Megachile japonica är en biart som beskrevs av Johann Dietrich Alfken 1903. Megachile japonica ingår i släktet tapetserarbin, och familjen buksamlarbin. Inga underarter finns listade i Catalogue of Life.